# (7656) Joemontani
(7656) Joemontani (1992 HX) – planetoida z pasa głównego asteroid okrążająca Słońce w ciągu 5,29 lat w średniej odległości 3,04 j.a. Odkryta 24 kwietnia 1992 roku.